# Подлякино
Подля́кино — деревня Фащёвского сельсовета Грязинского района Липецкой области.
Основано в 1923 году переселенцами из соседнего села Сошки. Поэтому первоначально имело название Со́шкинские Вы́селки.
В 1926 году, согласно данным переписи населения, здесь жили 142 человека .

## Население
| 2009 | 2010 | 2013 |
| ---- | ---- | ---- |
| 1    | ↗2   | ↘1   |